# ペンリン語
ペンリン語（ペンリンご、英: Penrhyn language または Penrhynese）は、クック諸島のペンリン環礁で話されている言語で、マオリ語、タヒチ語と同じく東ポリネシア諸語のうちのタヒチ諸語に属する。別名、トンガレヴァ語(英: Tongarevan language)ともいう。
系統関係はEthnologueによれば以下のとおりである。
ペンリン語⊂タヒチ諸語⊂中部東ポリネシア諸語⊂東ポリネシア諸語⊂中核ポリネシア諸語⊂ポリネシア諸語⊂東フィジー‐ポリネシア諸語⊂中央太平洋諸語⊂遠隔大洋州諸語⊂中東部大洋州諸語⊂大洋州諸語⊂東部マレー・ポリネシア諸語⊂マレー・ポリネシア語派⊂オーストロネシア語族

話者は1996年の時点で606人。2001年の時点で357人であり、その話者人口は急速に減少している。